# VAHAN (vuurwapen)
De VAHAN (Armeens: Վահան, Russisch: Ваган) is een aanvalsgeweer van Sovjet/Armeense afkomst. Het is ontworpen door ingenieur en vuurwapenontwerper Vahan S. Manasian. Het kan worden uitgerust met een GP-30 onderloopse granaatwerper, een bajonet, en een vizier. Het wapen dateert uit 1952 toen Manasian een militair was in het Sovjetleger onder de aanduiding MBK-2. Het Vahan aanvalsgeweer kan gebruik maken van de standaard AK-74 patroonhouders en vuurt dan ook het 5,45x39mm patroon.